# Adobe Edge Animate
Adobe Edge Animate (ehemals nur Adobe Edge) ist eine Software des US-amerikanischen Softwareunternehmens Adobe Inc. Sie stellt eine grafische Oberfläche zur Gestaltung und Bewegung von Objekten auf Webseiten zur Verfügung. Diese Objekte können unter Zuhilfenahme von HTML5, JavaScript und CSS 3 animiert werden. Am 30. November 2015 teilte Adobe mit, dass Edge Animate nicht weiter entwickelt wird. Die Funktionen von Edge Animate sollen den Informationen von Adobe zufolge hauptsächlich von Adobe Animate CC (vormals Adobe Flash Professional) übernommen werden, mit dem Animationen sowohl auf Flash-Basis als auch für HTML5 entwickelt werden können.

## Veröffentlichung
Der Hersteller veröffentlichte im August 2011 zunächst eine Vorschauversion auf der eigenen Web-Plattform Adobe Labs.
Nach weiteren Vorabversionen veröffentlichte er am 5. Mai 2012 die Preview Version 6, die einige Änderungen bietet. So wurden etwa erweiterte Möglichkeiten im internen Code-Editor gegeben, und man kann wiederverwendbare Objekte (Symbole) erzeugen. Außerdem wurde die Browser-Kompatibilität verbessert.

## Kritik
Chris Coyier und Chris Mills kritisierten bezüglich der Release-Preview 2 vom September 2011, dass Adobe Edge Animate nicht-semantisches HTML-Markup erzeugt. Mills fügte dem hinzu, dass das Programm fast ein Missbrauch gegen gängige Webstandards sei (Original: “[...]Edge is a bit of an abuse of web standards and best practices, and isn’t the best way to do things going forward.”).
Mit Einführung von Firefox Version 14 im Juli 2012 hat Mozilla seine CSS-Implementation geändert. Dies hat zur Folge, dass bewegte Animationen, die mit Adobe Edge Animate erzeugt wurden, ab Firefox 14 nicht mehr funktionieren. Seit der Veröffentlichung von Adobe Edge preview 6.1 am 25. Juli 2012 soll dieses Problem behoben sein.

## Hintergrund
Das Programm zielt darauf ab, die Programmierung von komplexen Animationen und Interaktionen von HTML-Objekten zu erleichtern.
Dem Webdesigner wird die Möglichkeit gegeben, ausschließlich mit der grafischen Oberfläche von Adobe Edge Animate zu arbeiten.
Dem HTML- und Javascript-Programmierer wird die Möglichkeit gegeben, mit eigenem Code sowohl über den Code-Editor als auch über externe JavaScripts die Eigenschaften von Edge-Objekten zu manipulieren.

## Entwicklung als Alternative zu Adobe Flash
Mit Adobe Flash lassen sich animierte und interaktive Inhalte auf Webseiten integrieren. Auf mobilen Endgeräten und Betriebssystemen, wie zum Beispiel Geräten mit Apple iOS, besteht keine native Unterstützung für die Wiedergabe von Flash-Inhalten.
Um plattformübergreifend eine Entwicklungsumgebung für Flash-ähnliche, animierte Inhalte anbieten zu können, die sowohl auf modernen (Mobil-)Browsern als auch auf den gängigen Webbrowsern lauffähig sind, entschied sich Adobe für die Entwicklung von Adobe Edge Animate.